# La Zarra
Fatima Zahra Hafdi, poklicno znana kot La Zarra, kanadska pevka in besedilopiska, delujoča v Franciji, *25. avgust 1988

## Življenje
Hafdi se je rodila v Montrealu v Kanadi v Kanadi rojenim staršem maroškega porekla. V otroštvu je živela med Montrealom in Longueuilom, kamor se je njena družina na koncu presilila. 
Širši javnosti je postala znana leta 2016, ko je v sodelovanju s francoskim reperjem Nirom izdala svoj prvenec »Printemps blanc«.  Leta 2021 je izdala svoj singel »Tu t'en iras«, ki je bil redno predvajan na radiu in televiziji. Istega leta je bila La Zarra nominirana za NRJ Music Awards.  Dne 12. januarja 2023 jo je France Télévisions izbrala za predstavnico Francije na Pesmi Evrovizije 2023, s čimer je postala druga kanadska pevka, ki je zastopala državo po Natashi St-Pier leta 2001.  La Zarra je v finalu Pesmi Evrovizije zasedla 16. mesto s 104 točkami. 

## Diskografija

### Studijski album
- Traîtrise (2021)

### Pesmi
- »Printemps blanc« (skupaj s Nirom, 2016)
- »À l'ammoniaque/Mon dieu« (2020)
- »Tirer un trait« (2021)
- »Tu t'en iras« (2021)
- »TFTF« (2021)
- »Santa Baby« (2021)
- »Sans moi« (2022)
- »Les amants de la colline« (skupaj s Slimane, 2022)
- »Évidemment« (2023)